# Asteroide de tipus K
Els asteroides de tipus K són asteroides relativament poc comuns amb un espectre de color vermellós pronunciat per sota de 0,75 μm, i una lleugera tendència blavosa pronunciada. Tenen un baix albedo. El seu espectre s'assembla al dels meteorits CV i CO.
Aquests asteroides es van descriure com "trets distintius" tipus S en la classificació Tholen. El tipus K va ser proposada per J. F. Bell i els seus col·legues el 1988 per als cossos que tenen una característica d'absorció d'1 μm particularment baix, i que no tenen l'absorció de 2 μm. Aquests van ser trobats durant els estudis d'asteroides de la família Eos.